# 雕具座ζ
雕具座ζ，又名CD-30 2011，HD 30608、SAO 195300、HR 1539，是雕具座的一颗恒星，视星等为6.37，位于銀經231.01，銀緯-38.6，其B1900.0坐标为赤經4h 43m 55.4s，赤緯-30° -38.6′ 0″。